# 住居時間
株式会社住居時間（スマイルタイム）は愛知県名古屋市名東区に本社を置く住宅リフォーム業者である。

## 概要
外壁・屋根を中心とした住宅リフォーム全般の企画・提案・販売を行っている。自社での職人育成も行っており、提案から施工まで一貫したサービスを提供している。
2001年（平成13年）設立の住宅リフォーム会社。愛知県名古屋市に本社をおき、さいたま、浜松、八王子、柏に事業所を展開する。
現在のCI(コーポレートアイデンティティ)は「住居を通じて、社会に『スマイル』をつくろう！」である。
KTCホールディングスの傘下にあり、中央出版系列の1社である。

## 循環型社会への貢献
2010年（平成22年）に閣議決定された新成長戦略によると、2020年までに中古住宅流通市場やリフォーム市場規模を20兆円に倍増させることが基本方針となっている。そのために優良住宅の建設のみならず、中古住宅のリノベーションやメンテナンスによるストック重視の住宅政策への転換が促進されていくことは間違いない。
20〜30年といわれる住宅の寿命をそれ以上にすることことで、中古住宅のリノベーションやメンテナンスによるストック重視の住宅へ促進されていくことで、古くなった住宅が廃棄物となり、環境の負担となる量を少しでも減らすことで、循環型社会に貢献します。

## 沿革
- 2001年 - 外壁・屋根のリフォーム会社として住居時間を創業。
- 2007年 - 『第5回日本金属サイディング工業会施工例写真コンテスト』優秀賞
- 2008年 - 『第6回日本金属サイディング工業会施工例写真コンテスト』優秀賞
- 2009年 - 『第7回日本金属サイディング工業会施工例写真コンテスト』最優秀賞
- 2010年 - 『第8回日本金属サイディング工業会施工例写真コンテスト』入選
- 2011年 - 愛知県リフォーム売上ランキング第2位（リフォーム産業新聞）　『第9回日本金属サイディング工業会施工例写真コンテスト』入選
- 2012年 - 『第10回日本金属サイディング工業会施工例写真コンテスト』優秀賞
- 2013年 - 『第11回日本金属サイディング工業会施工例写真コンテスト』入選

## 事業内容
- 住宅リフォーム
- 施工管理
- ハウスクリーニング

## 取扱メーカー
- 株式会社INAX
- クリナップ株式会社
- サンウェーブ工業株式会社
- タカラスタンダード株式会社
- TOTO株式会社
- ナスラック株式会社
- 株式会社ノーリツ
- 株式会社ハウステックホールディングス
- パナソニック電工株式会社
- ヤマハリビングテック株式会社